# Teia
Teia (n. ? - d. 552 sau 553) (alte variante: Teja, Theia, Thila, Thela sau Teias) a fost un rege ostrogot al Italiei. El a fost învins de bizantini care au preluat controlul asupra Italiei.
1. ↑  „Teia”, Gemeinsame Normdatei, accesat în 17 octombrie 2015